# Beregomet
Beregomet (en ucraïnès i en rus Берегомет) és una vila de la província de Txernivtsí, Ucraïna. El 2024 tenia 7.588 habitants.